# Phlyctaenia recreata
Phlyctaenia recreata là một loài bướm đêm trong họ Crambidae.